# كأس الاتحاد الأوروبي 1981–82
كأس الاتحاد الأوروبي 1981–82 (بالإنجليزية: 1981–82 UEFA Cup)‏ هو الموسم الحادي عشر من بطولة كأس الاتحاد الأوروبي. أقيم بمشاركة 64 فريقاً.
حقق غوتبورغ السويدي لقب البطولة للمرة الأولى في تاريخه بعد فوزه في النهائي على هامبورغ الألماني الغربي بنتيجة 3-1 في مجموع المباراتين.

## النهائي
- الذهاب 5 أيار عام 1982: احرز نادي غوتبرغ السويدي هدف مقابل لا شئ أمام نادي هامبورغ الألماني
- الإياب 19 أيار عام 1982:احرز نادي غوتبورغ السويدي ثلاثة أهداف مقابل لا شيء أمام نادي هامبورغ الألماني ليفوز بنتيجة 4-0.